# Dodécénoyl-coenzyme A isomérase
 (septembre 2023).
Si vous disposez d'ouvrages ou d'articles de référence ou si vous connaissez des sites web de qualité traitant du thème abordé ici, merci de compléter l'article en donnant les références utiles à sa vérifiabilité et en les liant à la section « Notes et références ».
La dodécénoyl-CoA isomérase, également appelée 3,2-trans-énoyl-CoA isomérase, est une isomérase qui catalyse la conversion de doubles liaisons cis ou trans d'acides gras sur l'atome de carbone no 3 en une double liaison trans en position 2 (carbone β). Elle joue un rôle important dans la dégradation des acides gras insaturés.